# 小加拿大雁
，是一種分佈於北美的雁鴨科黑雁屬黑色鵝類，外型有較大面積的黑色羽毛，可與其它灰色的雁屬物種區分。

## 描述
小加拿大雁具明顯的黑色的頭部和頸部，與及白色“帽帶”，同樣具有此種特徵的種類，只有較大的加拿大雁（Branta canadensis）和相似大小的白頰黑雁（B. leucopsis），可依此特徵與所有其他種野雁區分開來。小加拿大雁有多達5種亞種，其外型大小與羽毛特徵都略有不同。雌性外型幾乎相同，但重量略輕，叫聲也不同。
以往很難將小加拿大雁與加拿大雁區分開來，兩者長期以來被認為是同一個物種，小加拿大雁和較小的加拿大雁亞種，被稱為小的加拿大雁。最小的小加拿大雁（B. h. minima），重量約1.4（3.1磅），遠輕於所有的加拿大雁；但理查德森小加拿大雁（B. h. hutchinsii），重量可達3（6.6磅），可與某些加拿大雁相近。
已滅絕的科曼多爾群島和千島群島之種群（B. h. asiatica），與現存的亞種B. h. leucopareia相異與否，目前仍有爭議。
白頰黑雁的不同點，在於有黑色的胸部，與及灰色的身體，而非棕色。

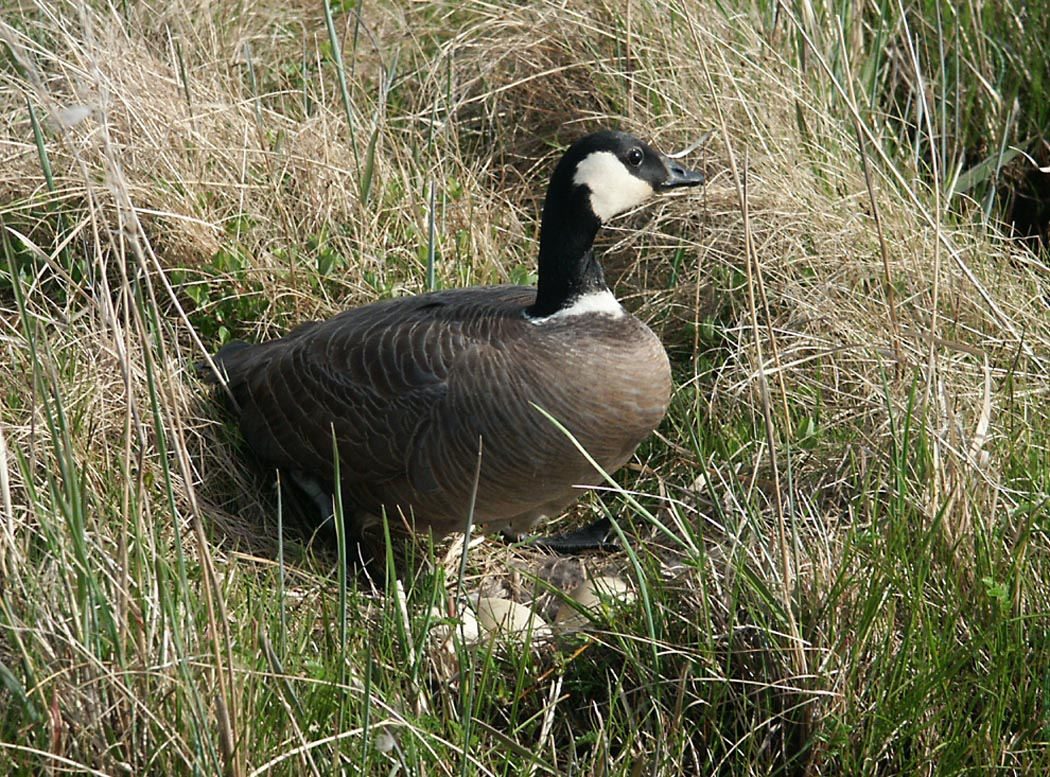
巢中的小加拿大雁，攝於阿拉斯加